# Lenka Kořínková
Lenka Holas Kořínková (* 2. března 1956 Opava) je česká herečka, zpěvačka a autorka knih o zdravé výživě.

## Život
Jejím manželem byl fotograf David Holas, v roce 2012 se rozvedli. Pochází z umělecké rodiny, po studiích na hudebním oddělení pražské konzervatoře vystupovala jako zpěvačka, mimo jiné také v Divadle Semafor či v Divadle E. F. Buriana. Byla obsazována ve filmu a v televizi, především do komediálních rolí. V roce 1981 emigrovala společně se svým manželem do Austrálie. V Austrálii se živila hudbou jako zpěvačka a klávesistka, herectví se aktivně nevěnovala. V 90. letech 20. století po sametové revoluci přijela opět do České republiky. Působí jako profesionální lektorka angličtiny, rovněž poskytuje poradenství v oblasti vlastní metody stravování. V současné době žije v Praze.

## Seriály
Jaroslav Dietl: Plechová kavalérie (1979)